# 즐라트코 부리치

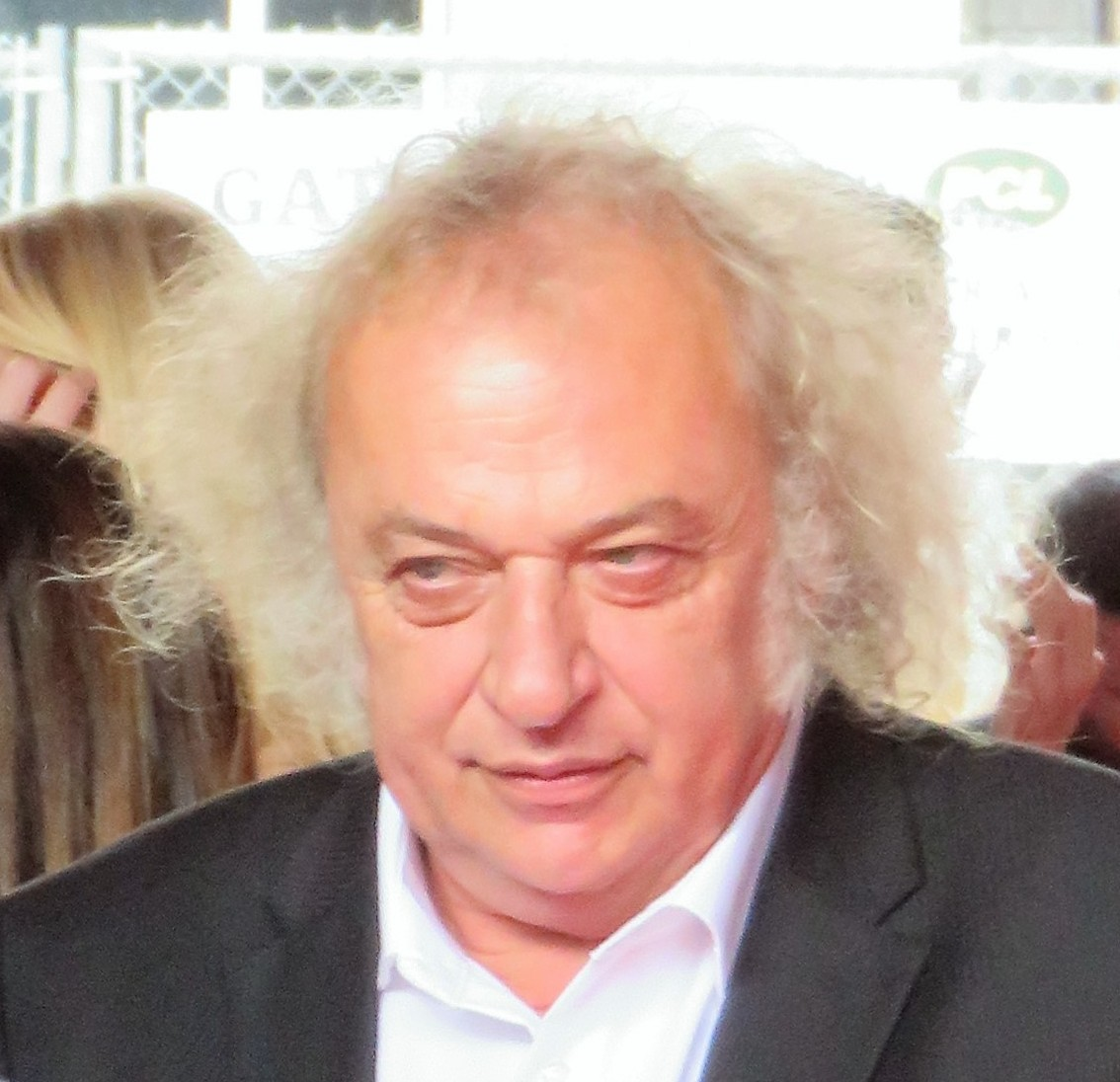

즐라트코 부리치(크로아티아어: Zlatko Burić, 1953년 5월 13일 ~ )는 덴마크의 크로아티아계 배우이다. 크로아티아 오시예크에서 태어났다.

## 영화
- 슬픔의 삼각형 (2022년) - 디미트리 역
- 킬러맨 (2019년) - 페리코 역
- 틴 스피릿 (2018년) - 블라드 역
- 퀴트 스테어링 앳 마이 플레이트 (2016년)
- 더 리퍼 (2014년)
- 몬타나 (2014년) - 슬라브코 역
- 푸셔: 파이널 프로젝트 (2012년) - 밀로 역
- 플라워 오브 배틀 (2011년)
- 2012 (2009년) - 유리 카포브 역
- 레스트리스 소울즈 (2005년)
- 푸셔 3 (2005년)
- 푸셔 2 (2004년)
- 더티 프리티 씽 (2002년)
- 보이첵의 마지막 교향곡 (2001년)
- 어머! 물고기가 됐어요 (2000년)
- 블리더 (1999년)
- 엔젤 오브 나이트 (1998년)
- 시난즈 웨딩 (1997년)
- 푸셔 (1996년)
- 어메이징 스토리 (1985년)